# HMS Stromboli (1839)
La HMS Stromboli fue una balandra de la Royal Navy de propulsión mixta, la primera de ese nombre en homenaje al volcán de ese nombre en Italia.

## Historia
La HMS Stromboli fue botada el 27 de agosto de 1839. Con casco de madera y aparejo de sloop era un buque de propulsión mixta al contar con una máquina de vapor que impulsaba ruedas laterales.
Entre el 18 de julio de 1840 y el 2 de junio de 1841 permaneció al mando del comandante Woodford John Williams, sirviendo en aguas del mar Mediterráneo, efectuando el primer año operaciones en las costas de Siria.
Al mando del comandante William Louis desde el 11 de junio de 1841 hasta igual mes de 1843 continuó en aguas del Mediterráneo para pasar luego a Woolwich, donde permaneció sin comisión hasta el 13 de octubre de 1843 cuando al mando del comandante Edward Plunkett fue afectada a la estación naval de Irlanda.
El 13 de junio de 1845 asumió el mando el comandante Thomas Fisher, y el 11 de noviembre de 1847 el comandante Amelius Wentworth Beauclerk.
El 18 de agosto de 1853 pasó al mando del comandante Robert Hall. Durante la Guerra de Crimea sirvió en el frente del Báltico, en el Mediterráneo y en el Mar Negro.
El 27 de febrero de 1856 se hizo cargo de la nave el comandante George Foster Burgess, pasando a servir nuevamente en el Mediterráneo. 
Entre el 9 y el 21 de diciembre de 1861 permaneció estacionaria en Portsmouth al mando del comandante William Buller Fullerton Elphinstone, hasta que asumió el comando Arthur Robert Henry.
Al mando del comandante Henry partió al Atlántico Sur para sumarse al escuadrón de la estación naval británica en la costa sudoriental de Sudamérica comandado por el contralmirante Richard Laird Warren.
Allí, junto a la fragata HMS Forte, buque insignia al mando del capitán Thomas Saumarez, la balandra HMS Curlew (comandante Charles Stuart Forbes), la corbeta HMS Satellite (comandante John Ormsby Johnson) y la cañonera HMS Doterel, bloqueó el puerto de Río de Janeiro y tomó cinco barcos que estaban anclados allí, en el punto más álgido de la llamada Cuestión Christie, grave conflicto que llevó a la ruptura de relaciones diplomáticas entre el Imperio de Brasil y Gran Bretaña.
Entre el 4 de junio de 1863 y el 8 de junio de 1866 permaneció en el Atlántico Sur al mando del comandante Alexander Philips, regresndo entonces a Portsmouth donde sue desafectada del servicio.